# Colissimo
Cet article possède un paronyme, voir Colosimo.
 (décembre 2016).
Si vous disposez d'ouvrages ou d'articles de référence ou si vous connaissez des sites web de qualité traitant du thème abordé ici, merci de compléter l'article en donnant les références utiles à sa vérifiabilité et en les liant à la section « Notes et références ».
Colissimo est le service de livraison de colis aux particuliers de La Poste, l'entreprise postale française.
Il livre généralement entre 9 h et 16 h (sauf Samedi, uniquement le matin). Colissimo propose des emballages prêts à expédier et des étiquettes prépayées en sus des affranchissements classiques aux guichets, automates, et sur Internet. Le service propose une présentation du colis deux jours ouvrables au domicile du destinataire, après dépôt dans un bureau de la Poste, dans une agence postale communale ou un commerçant habilité. La livraison par les personnels assumant le service Colissimo a lieu du Lundi au Samedi. Le délai est garanti pour les envois au départ de la France Métropolitaine, à destination de la France Métropolitaine. Les colis peuvent être suivis en ligne via un numéro d'identification alphanumérique à 11 ou 13 composants (conformément aux indications prescrites par l'Union postale internationale) et ils sont assurés en cas de détérioration, perte ou vol.
Un service international existe pour l'envoi de colis vers certains pays étrangers (pays de l'Union européenne comme n'en faisant pas partie, pays d' Afrique -Maghreb et hors Maghreb-, Canada, Etats-Unis, Russie et pays du Proche Orient). 

## Retrait d'un colis
Le colis expédié le service Colissimo peut être :
- Livré à domicile du lundi au samedi, hors dimanches et jours fériés.
- En cas d'absence, un avis de passage est déposé, permettant au destinataire de demander une seconde présentation à la date de son choix ou de retirer le colis au bureau de poste dont l'adresse est précisée au dos. Le retrait se fait le jour même dans les grandes agglomérations ou le lendemain en milieu rural, aux heures d'ouverture du bureau de la Poste.
- Durant la période estivale, le colis est conservé pour une durée de 30 jours au lieu de 15 jours, en le demandant sur le site.
- Livré dans les consignes Pickup Station (anciennement Cityssimo), accessibles 24 h/24 et 7 j/7[2].

Lorsqu'il s'agit d'un colis volumineux, il ne sera pas présenté mais dans un centre ACP (Agence ColiPoste) ou directement au Centre Courrier si la livraison est assurée habituellement par le facteur.

## Critiques
De nombreuses critiques se font entendre sur le service Colissimo, notamment sur les disparitions de colis. 
En août 2018, Le Parisien révèle que certains agents de centre courrier sont soupçonnés de se servir des paquets dit " Libourne ", c’est-à-dire des colis dont les étiquettes destinataires ou expéditeurs sont illisibles.
En mai 2022, La Poste lance la " livraison collaborative ". Ce service permettant aux destinataires de se faire livrer chez leurs voisins est en test depuis le mois de juin dans deux arrondissements parisiens.
Le service Colissimo est aussi contesté parce qu'il ne fait pas de livraison le Samedi après-midi et le Dimanche, à la différence de sociétés privées de livraison, comme Amazon ou d'autres services payants.
Le service est aussi contesté car il n'est pas possible pour l'envoi de colis vers certains pays étrangers : sur les 192 pays faisant partie de l'Union postale internationale en 2024, seuls les 30 pays européens, les 54 pays africains, les 20 pays du Proche et du Moyen Orient, les 2 pays de l'Amérique du Nord et la Russie (service suspendu depuis l'invasion de l'Ukraine depuis fin février 2022) sont les pays acceptant les colis envoyés par Colissimo.   